# Рошбуэ, Гаэтан де
Гаэтан де Гримоде де Рошбуэ (фр. Gaëtan de Grimaudet de Rochebouët; 16 марта 1813, Анже, Мен и Луара — 23 февраля 1899, Париж) — французский политик, генерал, и государственный деятель, в течение трёх недель, с 23 ноября 1877 по 13 декабря 1877 года будучи премьер-министром, возглавлял Совет министров Третьей французской республики.

## Биография
Гаэтан Рошбуэ родился 16 марта 1813 года во французском городе Анже департамента Мен и Луара.
По окончании Политехнической школы в 1831 году Гаэтан Рошбуэ служил офицером под началом бывшего президента Третьей французской республики, маршала Франции Мари-Эдм-Патриса-Мориса де Мак-Магона. Принимал непосредственное участие в сражениях на фронтах Франко-прусской войны, где проявил недюжинную храбрость. Военные заслуги Гаэтана Рошбуэ были отмечены генеральскими погонами.
В ноябре 1877 года он сменил герцога Альберта Бройля на посту Совета министров Франции. Его кабинет пробыл у власти менее месяца и в середине декабря его сменил на этом посту Жюль Арман Станислав Дюфор.
Гаэтан Рошбуэ скончался 23 февраля 1899 года в Париже в возрасте 85 лет.